# With Love (Greta Panettieri)
With Love è un album discografico della cantante italiana Greta Panettieri, pubblicato nell'ottobre 2018 dall'etichetta Greta's Bakery Music.

## Tracce
1. Vivere (testo: Vasco Rossi – musica: Massimo Riva - Tullio Ferro)
2. Goodbye stranger (testo: Rick Davies – musica: Roger Hodgson)
3. Attimo per attimo (testo: Antonio Amurri – musica: Berto Pisano)
4. Easy (testo: Lionel Richie – musica: Lionel Richie)
5. Anonimo veneziano (musica: Stelvio Cipriani)
6. Se io fossi un angelo (testo: Lucio Dalla – musica: Lucio Dalla)
7. Never Can Say Goodbye (testo: Clifton Davis – musica: Clifton Davis)
8. La voce del silenzio (testo: Mogol – musica: Paolo Limiti)
9. Please Don't Go (testo: Harry Wayne K.C. Casey – musica: Richard Finch)
10. Against All Odds (testo: Phil Collins – musica: Phil Collins)
11. Anima (testo: Pino Daniele – musica: Pino Daniele)

## Formazione
- Greta Panettieri - voce
- Flavio Boltro - tromba su Vivere e Anonimo veneziano
- Itaigiara Brandao - chitarra su Goodbye Stranger
- Andrea Sammartino - pianoforte, organo Hammond, sintetizzatori
- Daniele Mencarelli - basso elettrico e Contrabbasso
- Alessandro Paternesi - batteria